# Tiếng Mizo
Tiếng Mizo (Mizo ṭawng) là ngôn ngữ bản địa của người Mizo cư trú tại bang Mizoram của Ấn Độ, bang Chin của Myanmar, và dãy đồi Chittagong của Bangladesh.
Ngôn ngữ này cũng được gọi là Lushai, một thuật ngữ thời thực dân. Dù vẫn phổ biến, Lushai (hay Lusei, Lushei) hiện bị người Mizo xem là sai.
Ngôn ngữ thơ của tiếng Mizo chịu ảnh hưởng nhiều từ tiếng Pawi, tiếng Paite, và tiếng Hmar, và nhiều bài thơ cổ "tiếng Mizo" thực ra được viết bằng tiếng Pawi.
Tiếng Mizo là ngôn ngữ chính thức của bang Mizoram, cùng với tiếng Anh.